# نظام قضایی مالزی

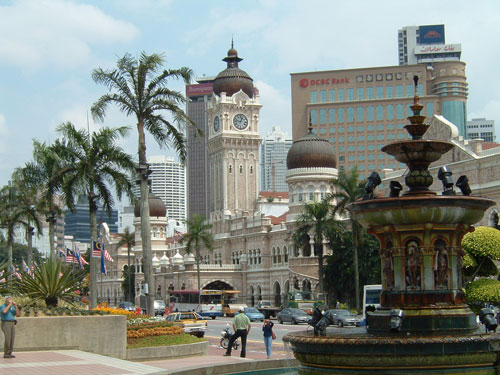
ساختمان سلطان عبدالصمد همجوار میدان مردکا که پیشتر سرای دادگاه‌های برتر کشور بوده است. امروزه دادگاه‌ها به کاخ دادگستری در پوتراجایا در اوائل دههٔ ۲۰۰۰، یا به مجتمع دادگاه‌های کوالالامپور در سال۲۰۰۷، منتقل شده‌اند.

نظام قضایی مالزی (به انگلیسی: Judiciary of Malaysia) برخلاف قانون اساسی فدرال مالزی، تا حد زیادی متمرکز است و به شدت از نظام حقوقی عمومی انگلیس و همچنین نظام حقوقی اسلامی تأثیر پذیرفته است.

## سیستم کنونی

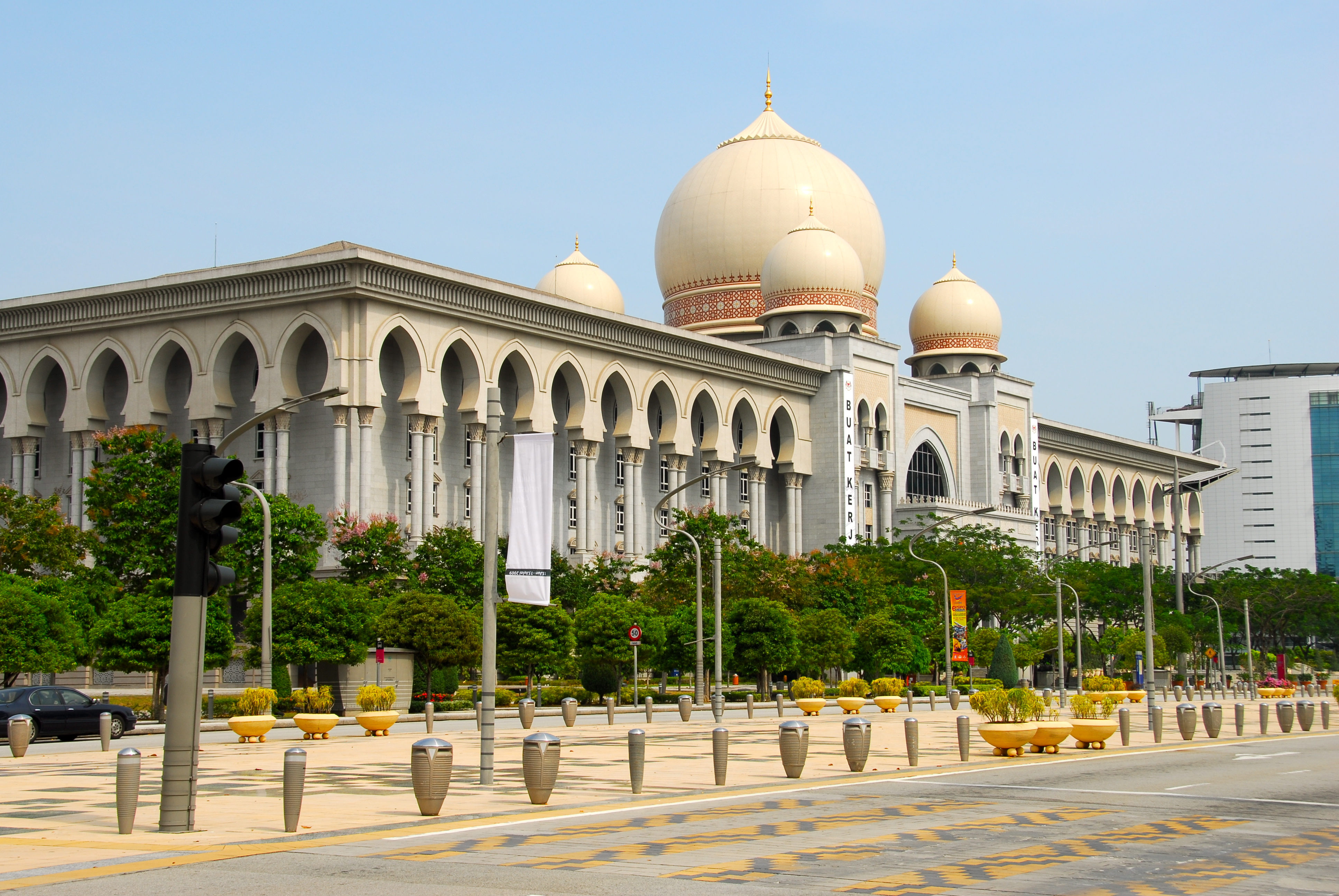
کاخ دادگستری، پوتراجایا

به‌طور کلی دو نوع دادرسی، کیفری و مدنی، وجود دارد. سلسله مراتب دادگاهی به ترتیب دادگاه دادرسی، دادگاه جلسات، دادگاه عالی، دادگاه تجدیدنظر و در آخر دادگاه فدرال می‌باشد. صلاحیت دادگاه‌ها در امور مدنی یا کیفری، در قانون دادگاه‌های تابعه ۱۹۴۸ و قانون دادگاه‌های نظام دادگستری ۱۹۶۴، درج گردیده است.